# 黎塞留 (安德尔-卢瓦尔省)
黎塞留（法語：Richelieu，法語發音：[ʁiʃ(ə)ljø] ⓘ），法国中西部市镇，位于中央-卢瓦尔河谷大区安德尔-卢瓦尔省，隶属于希农区，其市镇面积为5.09平方公里，2022年1月1日时人口数量为1,620人，在法国城市中排名第6,383位。
黎塞留位于安德尔-卢瓦尔省西南部，与维埃纳省接壤，是一个区域性的中心市镇，其附近区域被称为“里什莱”，多条公路在此交汇。黎塞留得名于法兰西王国枢密院大臣黎塞留公爵，后者于1631至1642年间主持修建该城。

## 地名来源
“黎塞留”来源于法兰西王国枢密院大臣黎塞留，后者于17世纪时建立此城。
黎塞留本名为阿尔芒·让·迪普莱西（Armand Jean du Plessis），“Richelieu”一名在现代法语中意为“富饶的土地”，其拉丁语形式包括“Richelaeus”、“Richelius”以及“Richelieus”，该名称具体来源尚有待考证。

## 历史

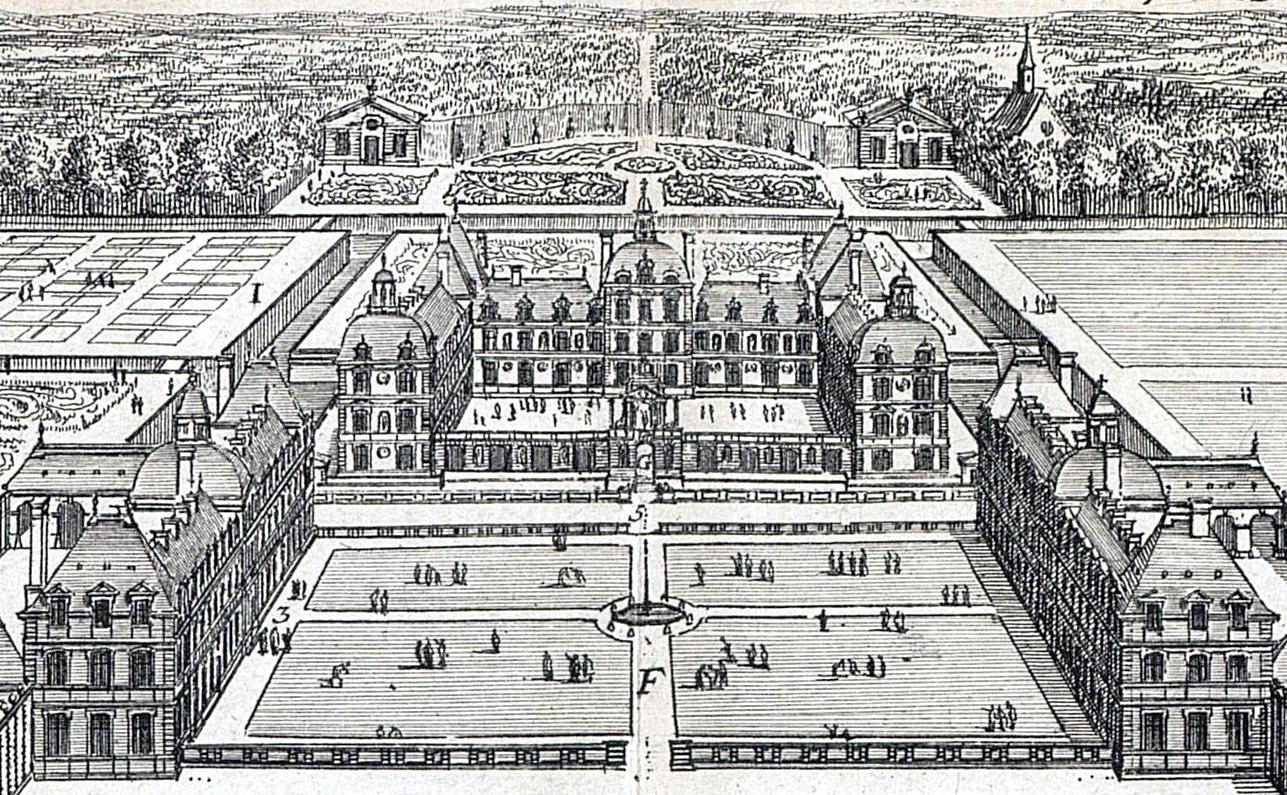
黎塞留城堡设想图

黎塞留风附近区域曾发现新石器时期的墓穴以及人类活动遗迹，但黎塞留市区所在地则缺乏相关记载。中世纪时期，黎塞留所在地处于图赖讷、安茹以及普瓦图三地交界处，占领位置重要。1631年，法兰西王国枢密院大臣黎塞留决定在此修建一座要塞并以其命名，并邀请建筑师雅克·勒梅西埃参与设计，根据规划，黎塞留的城市面积为475公顷，其街道呈棋盘状分布，其中央部分包括“国王广场”和“中枢广场”两个核心。鼎盛时期，超过两千名工人同时参与黎塞留的建设，至1642年，黎塞留已基本完工。然而，随着同年黎塞留大臣的逝世，黎塞留城市未能得到其继任的有效管理，当地大部分建筑被荒废或转为民居。法国大革命后，黎塞留成为安德尔-卢瓦尔省的一个市镇。工业革命期间，途径黎塞留的地方铁路建成运行，该铁路于1960年关闭，部分路段被改造为步行绿道。

## 地理

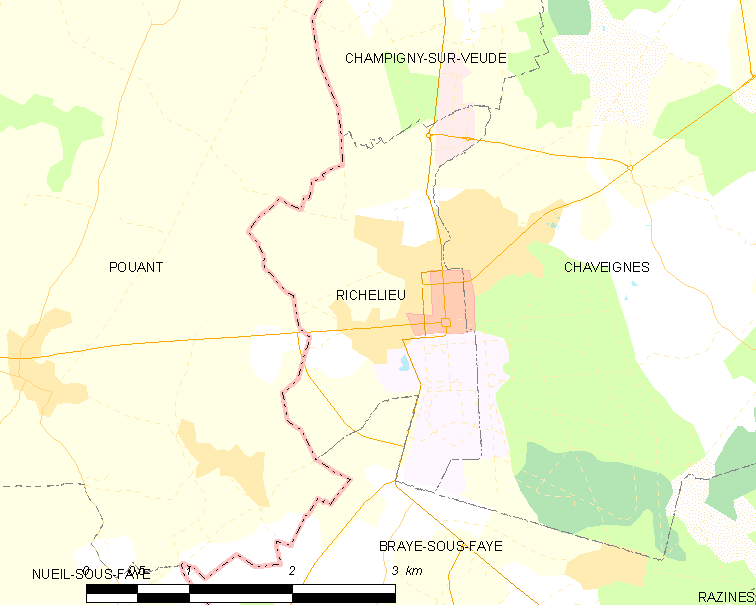
黎塞留市镇范围地图

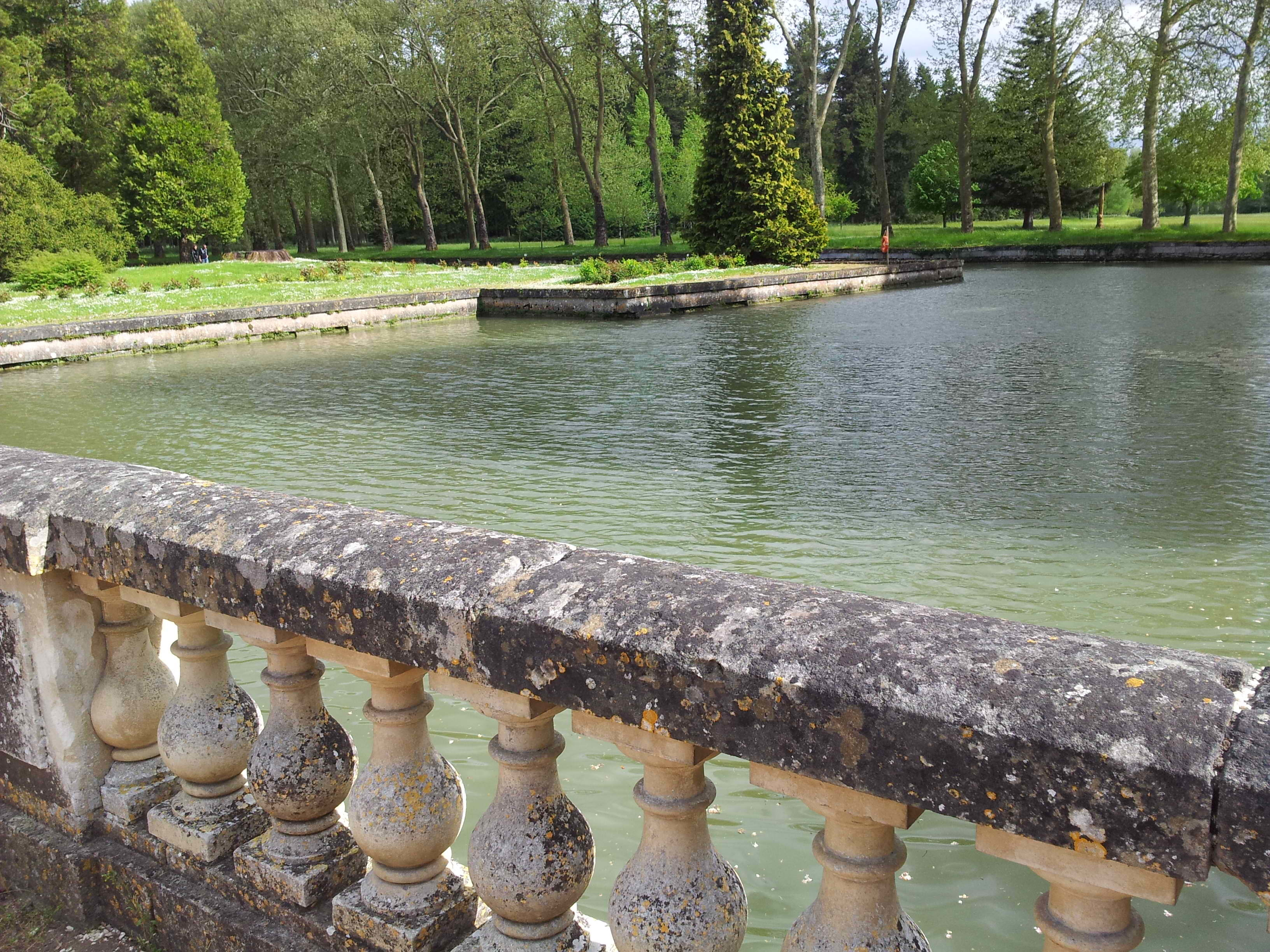
黎塞留公园内的人工湖

黎塞留位于法国中西部，中央-卢瓦尔河谷大区西南部和安德尔-卢瓦尔省西南部，距离省会图尔大约59公里。与黎塞留接壤的市镇包括：布赖苏费、沃德河畔尚皮尼、沙韦涅、普昂。

### 地形
黎塞留位于巴黎盆地西南部腹地，其附近地区被称为里什莱。黎塞留境内以平原为主，市镇中心地势平坦，西部略有起伏，全境海拔在47到77米之间。

### 水文
黎塞留位于卢瓦尔河流域，马布勒河自南向北流经境内。

### 植被
黎塞留属于温带阔叶混交林区，是卢瓦尔-安茹-图赖讷自然保护区的组成部分。市区东部为大片天然树林，市区南部的黎塞留庄园内亦有林地分布。
在鲜花城市的评比中，黎塞留暂未被评级。

### 气候
黎塞留在柯本气候分类法中属于温带海洋性气候。
距离黎塞留最近的常年气象站位于库尔库埃境内，以下为该气象站的数据（其中日照数据取自普瓦捷机场）：
| 库尔库埃1981年－2019年 | 库尔库埃1981年－2019年 | 库尔库埃1981年－2019年 | 库尔库埃1981年－2019年 | 库尔库埃1981年－2019年 | 库尔库埃1981年－2019年 | 库尔库埃1981年－2019年 | 库尔库埃1981年－2019年 | 库尔库埃1981年－2019年 | 库尔库埃1981年－2019年 | 库尔库埃1981年－2019年 | 库尔库埃1981年－2019年 | 库尔库埃1981年－2019年 | 库尔库埃1981年－2019年 |
| 月份                   | 1月                    | 2月                    | 3月                    | 4月                    | 5月                    | 6月                    | 7月                    | 8月                    | 9月                    | 10月                   | 11月                   | 12月                   | 全年                   |
| ---------------------- | ---------------------- | ---------------------- | ---------------------- | ---------------------- | ---------------------- | ---------------------- | ---------------------- | ---------------------- | ---------------------- | ---------------------- | ---------------------- | ---------------------- | ---------------------- |
| 历史最高温 °C（°F）    | 17 (63)                | 21.3 (70.3)            | 25.2 (77.4)            | 32.6 (90.7)            | 34.6 (94.3)            | 39.8 (103.6)           | 39.9 (103.8)           | 41.5 (106.7)           | 34.8 (94.6)            | 29 (84)                | 22.3 (72.1)            | 18.5 (65.3)            | 41.5 (106.7)           |
| 平均高温 °C（°F）      | 7.6 (45.7)             | 9 (48)                 | 12.9 (55.2)            | 15.8 (60.4)            | 19.9 (67.8)            | 23.8 (74.8)            | 26.3 (79.3)            | 26.1 (79.0)            | 22.3 (72.1)            | 17.3 (63.1)            | 11.3 (52.3)            | 7.9 (46.2)             | 16.7 (62.1)            |
| 日均气温 °C（°F）      | 4.8 (40.6)             | 5.4 (41.7)             | 8.3 (46.9)             | 10.6 (51.1)            | 14.5 (58.1)            | 17.9 (64.2)            | 20 (68)                | 19.8 (67.6)            | 16.7 (62.1)            | 13 (55)                | 8 (46)                 | 5.1 (41.2)             | 12 (54)                |
| 平均低温 °C（°F）      | 1.9 (35.4)             | 1.9 (35.4)             | 3.7 (38.7)             | 5.4 (41.7)             | 9.1 (48.4)             | 11.9 (53.4)            | 13.7 (56.7)            | 13.5 (56.3)            | 11 (52)                | 8.7 (47.7)             | 4.7 (40.5)             | 2.4 (36.3)             | 7.3 (45.1)             |
| 历史最低温 °C（°F）    | −16.6 (2.1)            | −14.5 (5.9)            | −11.5 (11.3)           | −4 (25)                | −1 (30)                | 2.8 (37.0)             | 6 (43)                 | 4.5 (40.1)             | 1.4 (34.5)             | −3.6 (25.5)            | −8.1 (17.4)            | −14.5 (5.9)            | −16.6 (2.1)            |
| 平均降水量 mm（）      | 58.4 (2.30)            | 46.1 (1.81)            | 47.3 (1.86)            | 54.4 (2.14)            | 61.8 (2.43)            | 45.6 (1.80)            | 49.6 (1.95)            | 48.4 (1.91)            | 50.6 (1.99)            | 70 (2.8)               | 68.6 (2.70)            | 68.4 (2.69)            | 669.2 (26.35)          |
| 月均日照時數           | 69.7                   | 96.1                   | 153.8                  | 174.6                  | 206.5                  | 232.9                  | 242.7                  | 241.8                  | 194.2                  | 128.8                  | 82.6                   | 65.2                   | 1,888.9                |
| 来源：infoclimat.fr    |                        |                        |                        |                        |                        |                        |                        |                        |                        |                        |                        |                        |                        |

## 行政区划
黎塞留的市镇编号为37196，邮政编号为37120。
在行政管理方面，黎塞留隶属于法国中央-卢瓦尔河谷大区安德尔-卢瓦尔省希农区；在地方选举方面，黎塞留隶属于图赖讷地区圣莫尔县，其市镇范围全境被划入安德尔-卢瓦尔省第四选区；在社会管理方面，黎塞留是图赖讷维埃纳河谷市镇公共社区的组成部分。
法国国家统计与经济研究所（简称）在进行数据统计时，将黎塞留及相邻的沙韦涅设为黎塞留城市核心区，但未将黎塞留划入任何城市区（Aire urbaine）以及城市辐射区（Aire d'attraction）内。此外，还将黎塞留市镇整体看作一个“块区”（IRIS），以便于统计人口分布情况。

## 交通

### 公路
安德尔-卢瓦尔省省道D58线和D749线在黎塞留交汇。中央-卢瓦尔河谷大区下属的城际客运提供校车巴士线路，可前往省会图尔和副省会希农。
| 25 | 25 |

| 26 | 29 |

| 图尔 | 59 |

| 希农 | 21 |

| 沙泰勒罗 | 31 |

| 卢丹 | 19 |

| 图赖讷地区圣莫尔 | 28 |

| 笛卡尔 | 35 |

2018年，56%的黎塞留家庭拥有至少一辆私人汽车。2018年，黎塞留境内共发生各类交通事故2起，造成2人受伤。

### 铁路

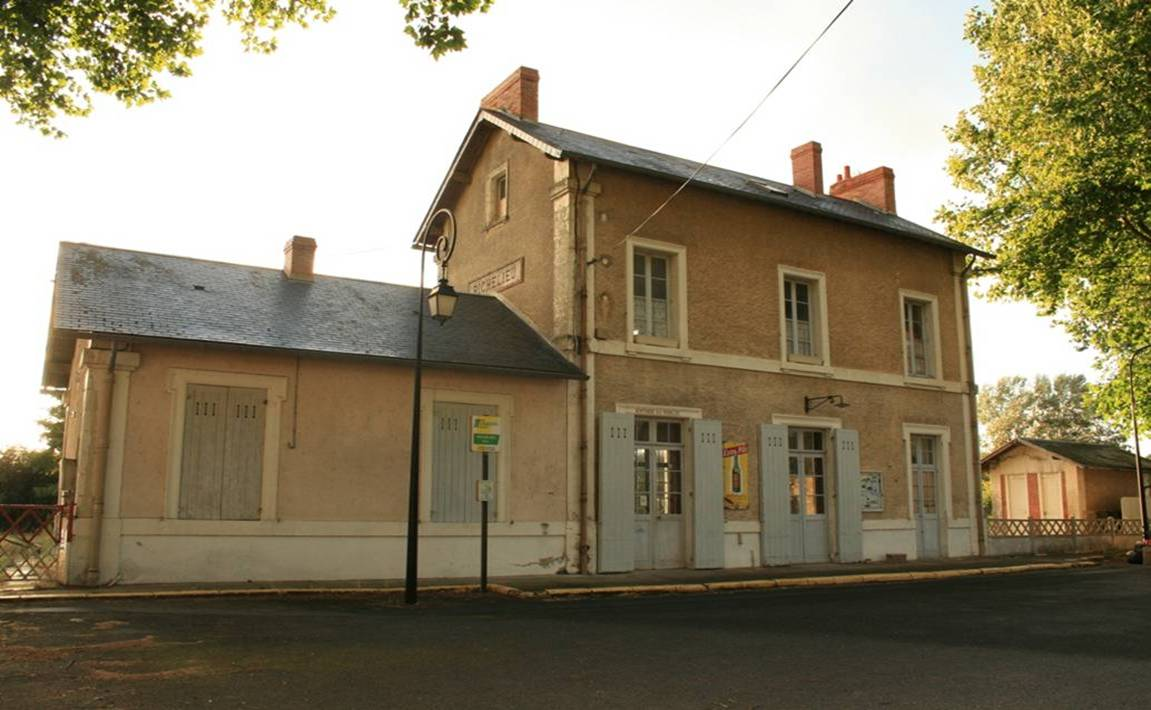
黎塞留火车站站房旧址

黎塞留位于利格雷里维耶尔－黎塞留铁路上，该铁路已于1960年停止客运服务。
距离黎塞留最近的运营中的客运铁路车站为22公里外的希农站，该站停靠往返于图尔和希农一线的区域列车。

### 航空
距离黎塞留最近的民用航空站为图尔机场，距离黎塞留市中心的公路里程约64公里。

### 城市公共交通
截至2022年2月，黎塞留暂无城市公共交通系统。

## 政治

### 市政内阁

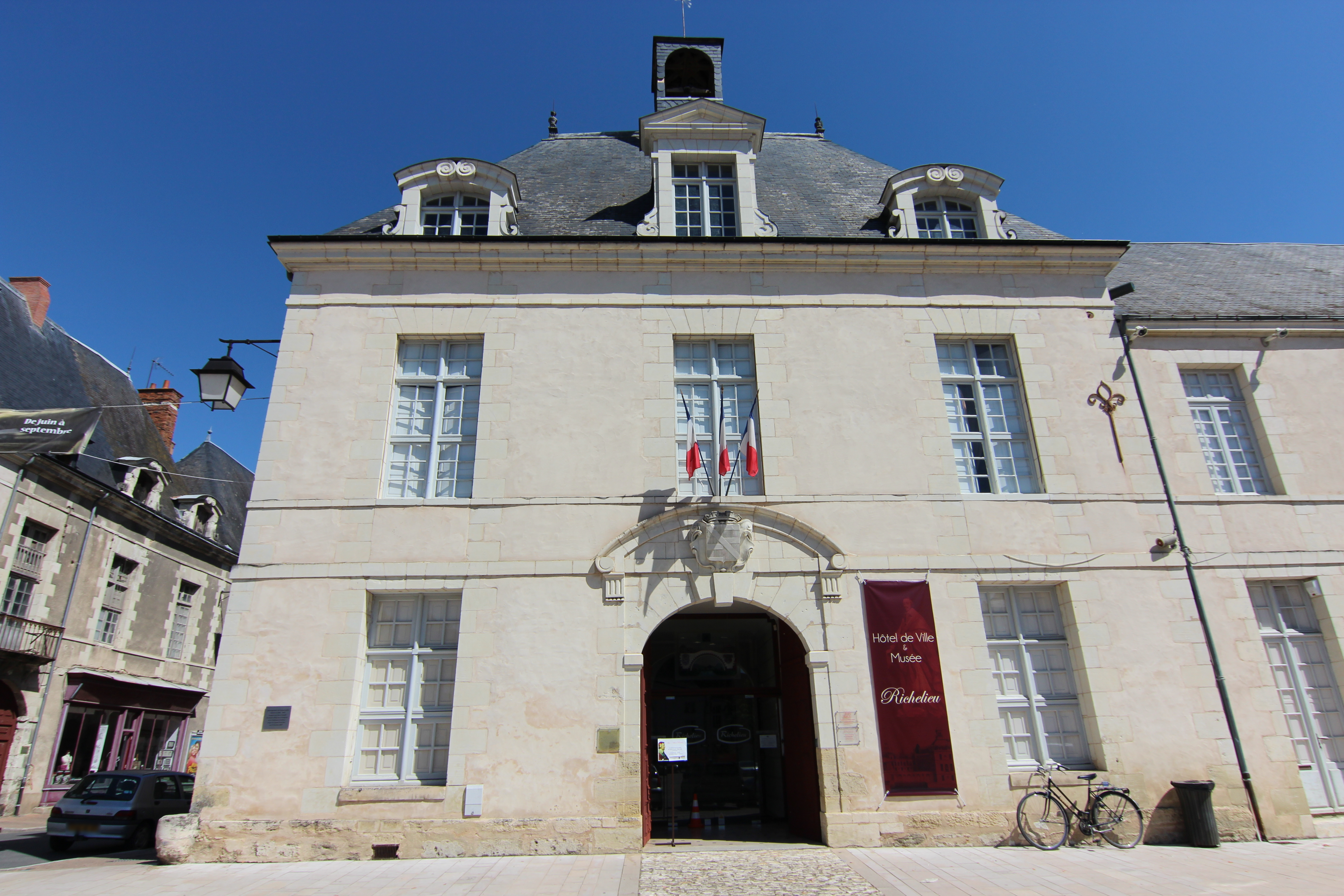
黎塞留市政厅

黎塞留的现任市长为艾蒂安·马尔特古特先生（Étienne Martegoutte），他是共和党的一名成员，在2020年的市政选举中获得了55.18%的支持率。
| 黎塞留历届市长 | 黎塞留历届市长                        | 黎塞留历届市长            |
| 任期           | 市长                                  | 党派                      |
| -------------- | ------------------------------------- | ------------------------- |
| 1937年－1946年 | Fernand MOULIN 费尔南·穆兰            | 不详                      |
| 1946年－1958年 | Louis SEVESTRE 路易·塞韦斯特尔        | DVD右翼无党派人士         |
| 1958年－1989年 | Marcel FORTIER 马塞尔·福尔捷          | RPR保衛共和聯盟           |
| 1989年－1995年 | Gabriel COQUERIE 加布里埃尔·科克里    | DVD右翼无党派人士         |
| 1995年－2001年 | Robert DEREUX 罗贝尔·德勒             | 無黨籍                    |
| 2001年－2008年 | Pierre GRAVEL 皮埃尔·格拉韦尔         | 無黨籍                    |
| 2008年－2020年 | Hervé NOVELLI 埃尔韦·诺韦利           | UMP人民运动联盟 →LR共和黨 |
| 2020年－       | Étienne MARTEGOUTTE 艾蒂安·马尔特古特 | LR共和黨                  |

### 各级选举
| 黎塞留历届投票选举结果 | 黎塞留历届投票选举结果  | 黎塞留历届投票选举结果 | 黎塞留历届投票选举结果 | 黎塞留历届投票选举结果          | 黎塞留历届投票选举结果 | 黎塞留历届投票选举结果 | 黎塞留历届投票选举结果          | 黎塞留历届投票选举结果 | 黎塞留历届投票选举结果 |
| 选举项目               | 选举范围                | 选区单位               | 选举结果               | 选举结果                        | 选举结果               | 选举结果               | 选举结果                        | 选举结果               | 参考资料               |
| 选举项目               | 选举范围                | 选区单位               | 第一轮胜出者           | 第一轮胜出者                    | 支持率                 | 第二轮胜出者           | 第二轮胜出者                    | 支持率                 | 参考资料               |
| ---------------------- | ----------------------- | ---------------------- | ---------------------- | ------------------------------- | ---------------------- | ---------------------- | ------------------------------- | ---------------------- | ---------------------- |
| 2017年法國總統選舉     | 法國                    | 市镇                   |                        | 弗朗索瓦·菲永                   | 29.59%                 |                        | 埃马纽埃尔·马克龙               | 63.05%                 | [ 21 ]                 |
| 2017年法国立法选举     | 安德尔-卢瓦尔省第四选区 | 市镇                   |                        | 埃尔韦·诺韦利                   | 33.91%                 |                        | 埃尔韦·诺韦利                   | 55.45%                 | [ 21 ]                 |
| 2019年欧洲议会选举     | 法國                    | 市镇                   |                        | 若尔丹·巴尔代拉                 | 30.82%                 | （不适用）             | （不适用）                      | （不适用）             | [ 21 ]                 |
| 2021年法国省级选举     | 安德尔-卢瓦尔省         | 县                     |                        | 纳代热·阿尔诺 艾蒂安·马尔特古特 | 73.52%                 |                        | 纳代热·阿尔诺 艾蒂安·马尔特古特 | 75.5%                  | [ 22 ]                 |
| 2021年法国省级选举     | 安德尔-卢瓦尔省         | 市镇                   |                        | 纳代热·阿尔诺 艾蒂安·马尔特古特 | 84.54%                 |                        | 纳代热·阿尔诺 艾蒂安·马尔特古特 | 84.33%                 | [ 22 ]                 |
| 2021年法国大区选举     |                         | 市镇                   |                        | 弗朗索瓦·博诺                   | 27.32%                 |                        | 弗朗索瓦·博诺                   | 36.89%                 | [ 23 ]                 |
| 2022年法国总统选举     | 法國                    | 市镇                   |                        | 埃马纽埃尔·马克龙               | 35.44%                 |                        | 埃马纽埃尔·马克龙               | 53.47%                 | [ 21 ]                 |
| 2022年法国立法选举     | 安德尔-卢瓦尔省第四选区 | 市镇                   |                        | 法比埃娜·科尔博克               | 32.29%                 |                        | 法比埃娜·科尔博克               | 58.23%                 | [ 21 ]                 |

## 人口
2019年，黎塞留市镇人口数量为1,664，在法国排名第6,383位。其中男性800人，女性864人，75岁及以上人口占19.2%，外籍人口数量为32人，人口密度为327人/平方公里，当地居民被称为（男性）或（女性）。2020年，黎塞留境内出生2人，死亡人口35人。
| 黎塞留1901年－2019年人口变化情况 |
|                                  |
| 数据来源：Cassini、INSEE         |

## 经济
黎塞留是一个区域性的中心市镇。截止2022年11月，黎塞留市镇范围内共有各类用人单位（包含自雇）314家，平均历史为20年，均为中小型企业（PME），2022年9月至11月间，当地的经济活力指数为0。（金属材料销售）、（救援运输）及（建筑）是当地2020年营业额最高的三个企业，分别为2,466,212欧元、1,299,637欧元和1,167,975欧元。

## 财政与居民收入
2020年，黎塞留的财政收入总额为1,666,980欧元，财政支出总额为1,451,610欧元，当年的债务总额为1,766,150欧元。2021年，黎塞留共获得502,974欧元的国家财政补助，比上一年增加了0.11%。
2019年，黎塞留的征税家庭的平均月收入总额为1,509欧元，低于法国平均水平（2,318欧元）。
2018年，黎塞留境内的青壮年（15至64岁）失业率为21.2%，当地40.7%的家庭拥有纳税资格，平均纳税1,831欧元，低于法国平均水平（3,910欧元）。

## 社会事务

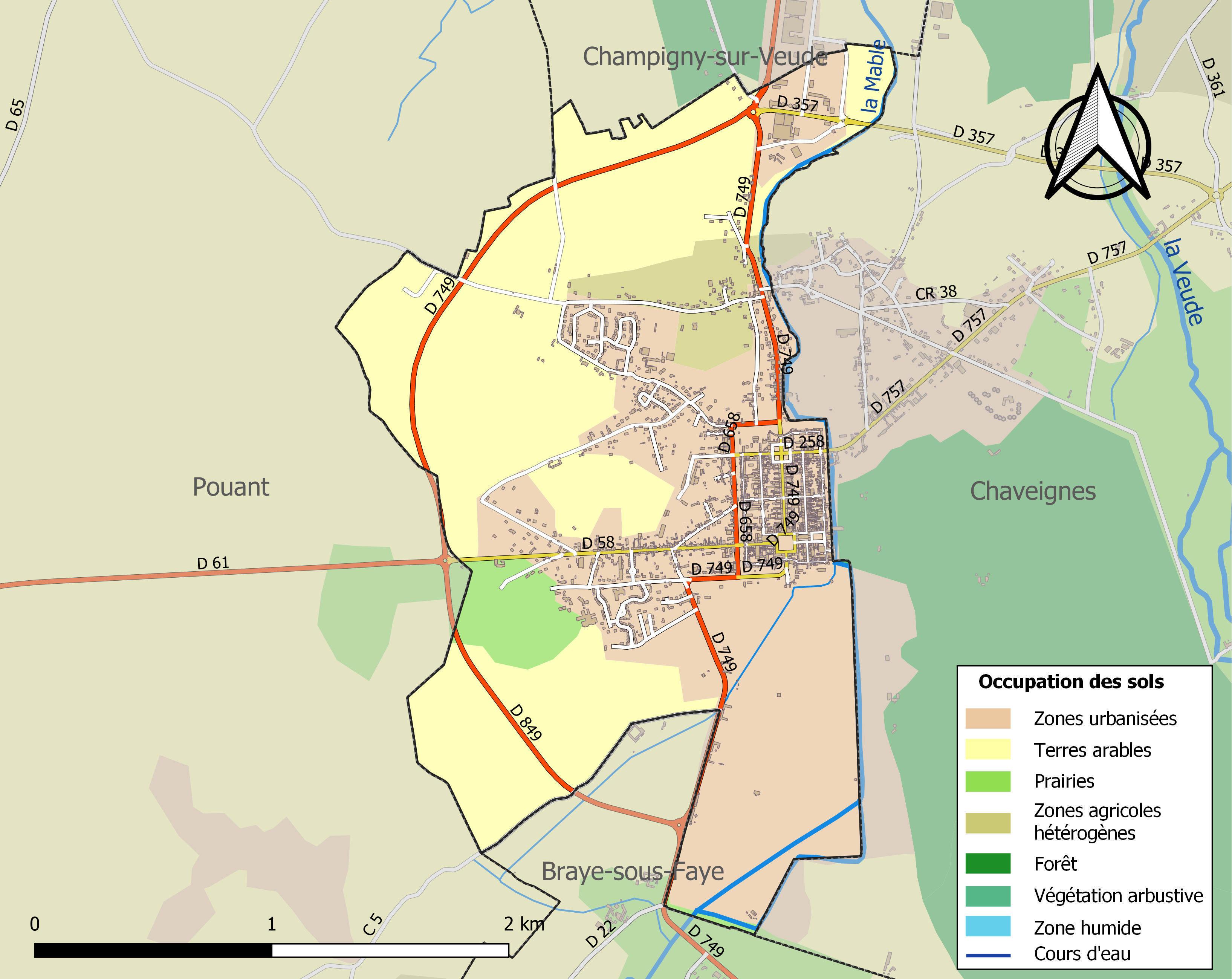
黎塞留土地利用情况地图

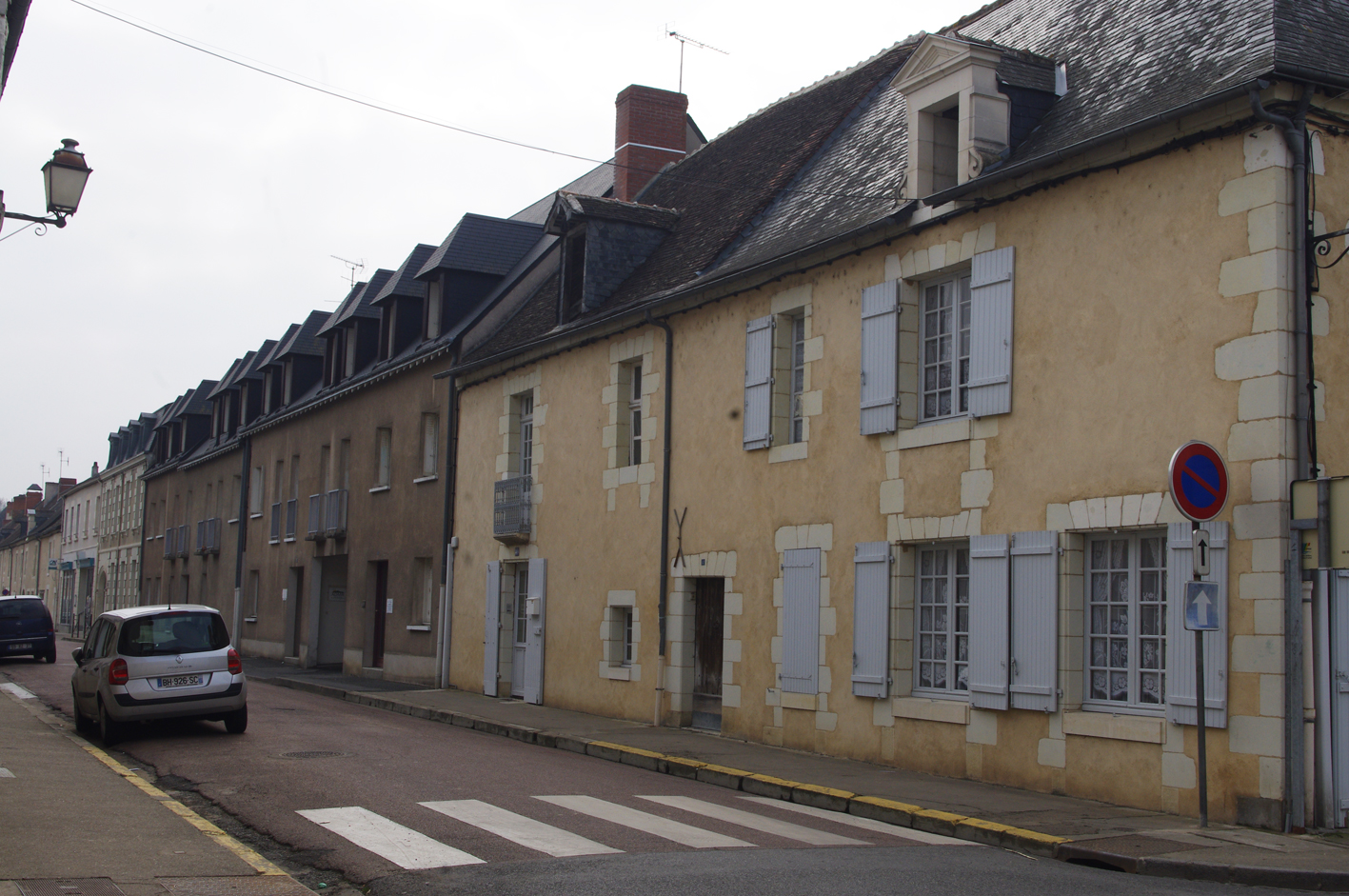
黎塞留市中心的建筑

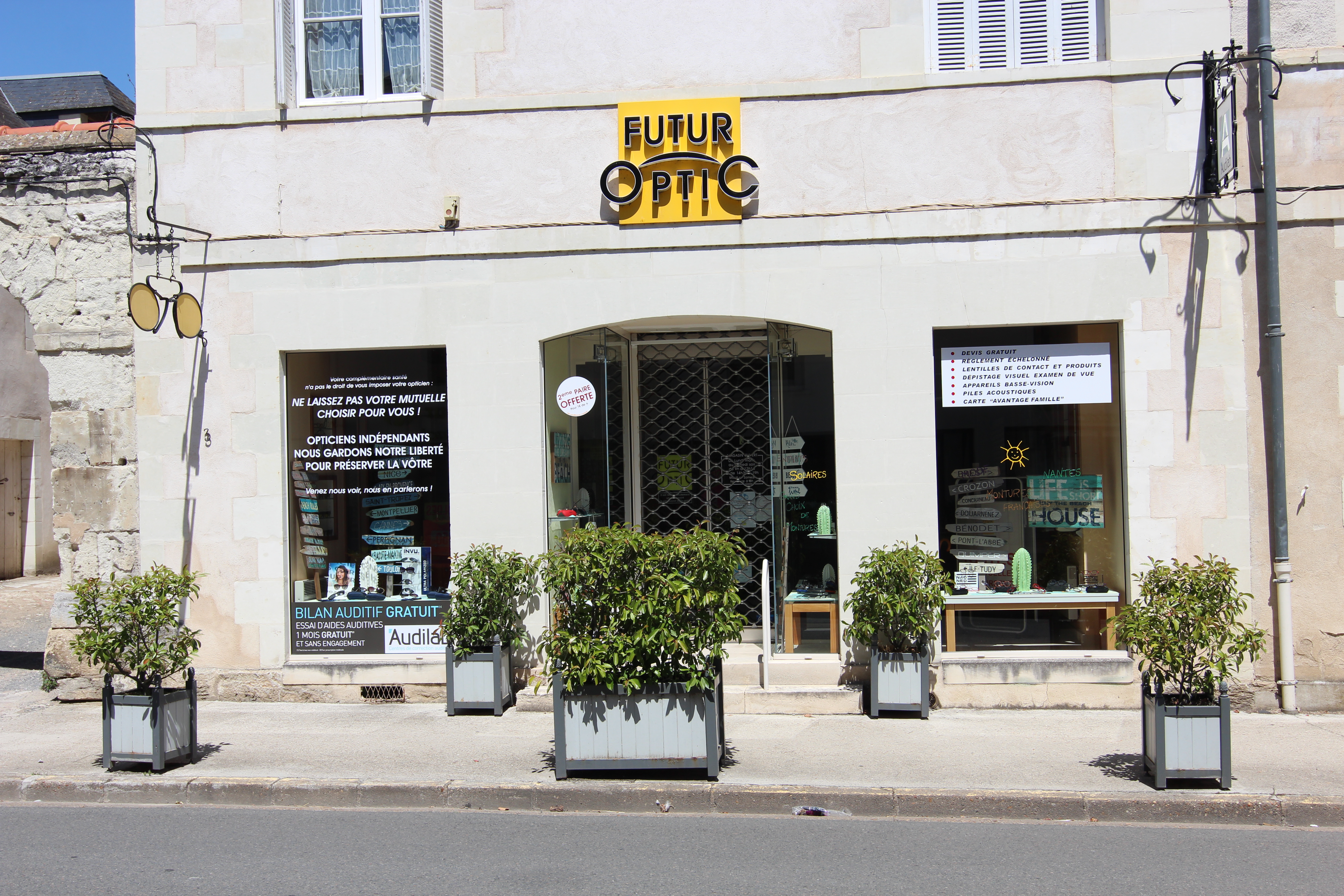
黎塞留街头的一家商铺

### 教育
黎塞留属于奥尔良-图尔学区。截止2020年1月1日，黎塞留境内共有1所幼儿园、2所小学和2所初级中学。2018至2019学年度，黎塞留境内共有在校中等教育阶段学生403名。

### 医疗
截止2020年1月1日，黎塞留境内共有全科医生2名、保健师2名、牙医1名和护士8名。境内共有药房2家、养老院1家、残疾人帮扶中心1家。
距离黎塞留最近的区域性医疗机构为普瓦捷大区中心医院卢丹病区（Site hospitalier de Loudun），其主病区位于卢丹市区，距离黎塞留市区的正常车程约20分钟，该院设有床位158个，是当地规模最大的公立综合性医院。

### 住房
2018年，黎塞留境内共有各类住房1,223套，其中74.2%为独立式居民区，25.6%为集中式居民区。常住房屋占黎塞留市镇范围内居民建筑总量的69.4%。
在住房保障政策方面，2020年，黎塞留境内共有231户家庭获得了住房经济补助，受益人数占总人口数量的13.8%，其中221份为房租补助。

### 商业
2019年，黎塞留境内共有各类实体商铺46家，其中餐厅7家、大型超市2家、面包房2家、肉铺2家、书店1家、银行门店3家、美容美发店2家、汽车维修店4家。黎塞留市中心建有家乐福便民超市，市区东北部的沙韦涅境内建有Intermarché大型商场。

### 体育
2020年，黎塞留境内共有1家游泳池、1间体育馆、1座综合体育场、2处网球场、1处足球或橄榄球场以及1处篮球或排球场。
截至2022年2月，黎塞留境内共有两家注册足球俱乐部。黎塞留足球俱乐部（Le Richelais Foot，编号582284）是当地的代表性足球队，成立于2017年，其主队2021至2022赛季参加中央-卢瓦尔河谷大区足球联赛丙组（法国第八级别），其主场石头井体育中心（Complexe Sportif du Puits de La Roche）位于市区西北部。

### 环境
黎塞留的环境事务由其所属的图赖讷维埃纳河谷市镇公共社区负责。2019年，黎塞留境内共有1家污染企业。

### 治安
2019年，黎塞留市镇范围内有1处宪兵队。
黎塞留所在地是希农国家宪兵队的管辖范围。2020年，该宪兵队辖区内共84个市镇累计发生各类案件2,632起，其中盗窃类案件1,317起，经济类案件524起，毒品交易类案件94起。

## 文化
2020年，黎塞留境内共有1家电影院和1家博物馆。黎塞留市政府提供多媒体中心，每周一、三、五向公众开放。

### 建筑
黎塞留境内有多处历史建筑，其中黎塞留城堡、黎塞留圣母堂、黎塞留城墙等为法国国家文物保护单位等，教堂则是当地的地标性建筑物。

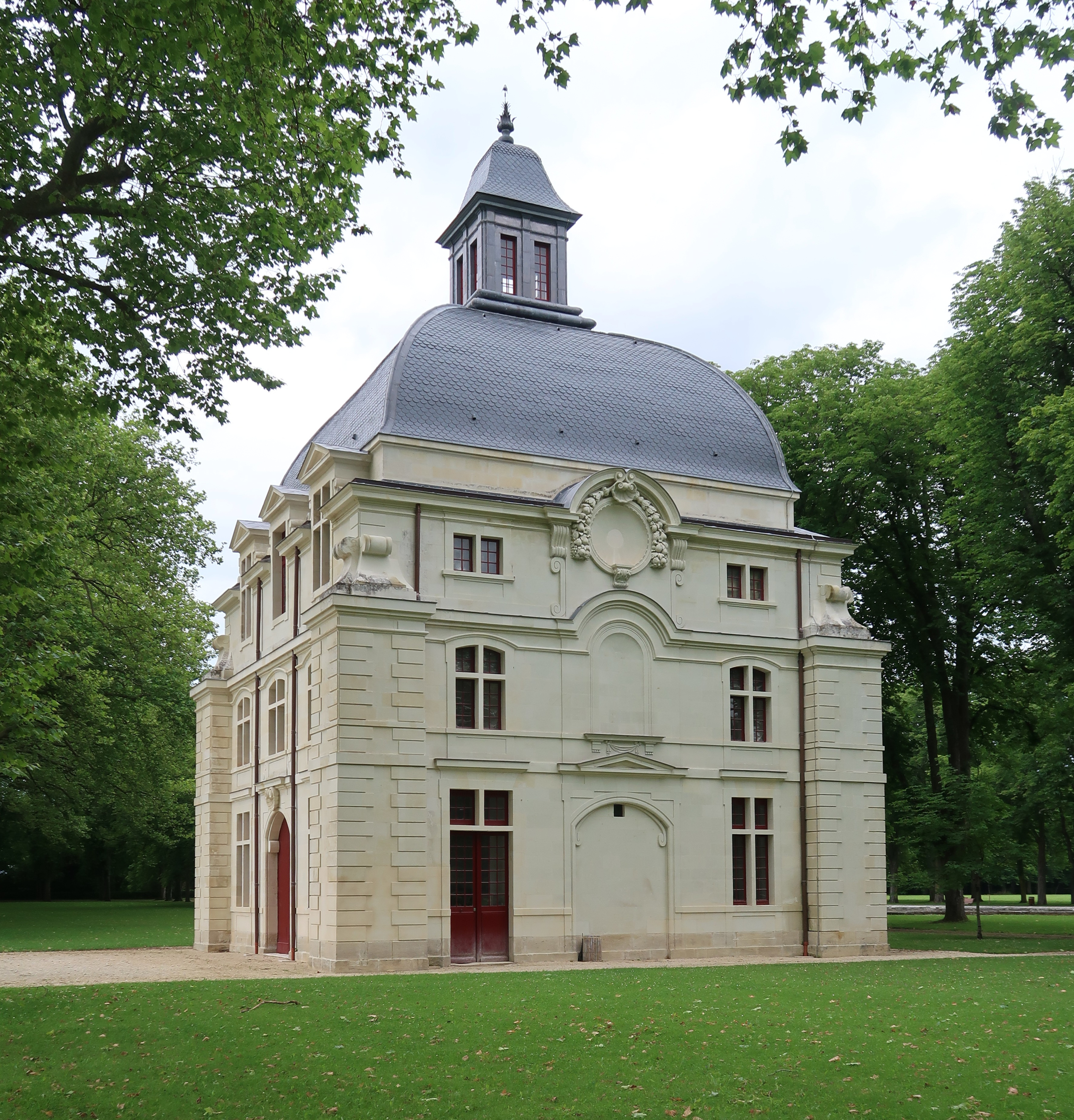
黎塞留城堡
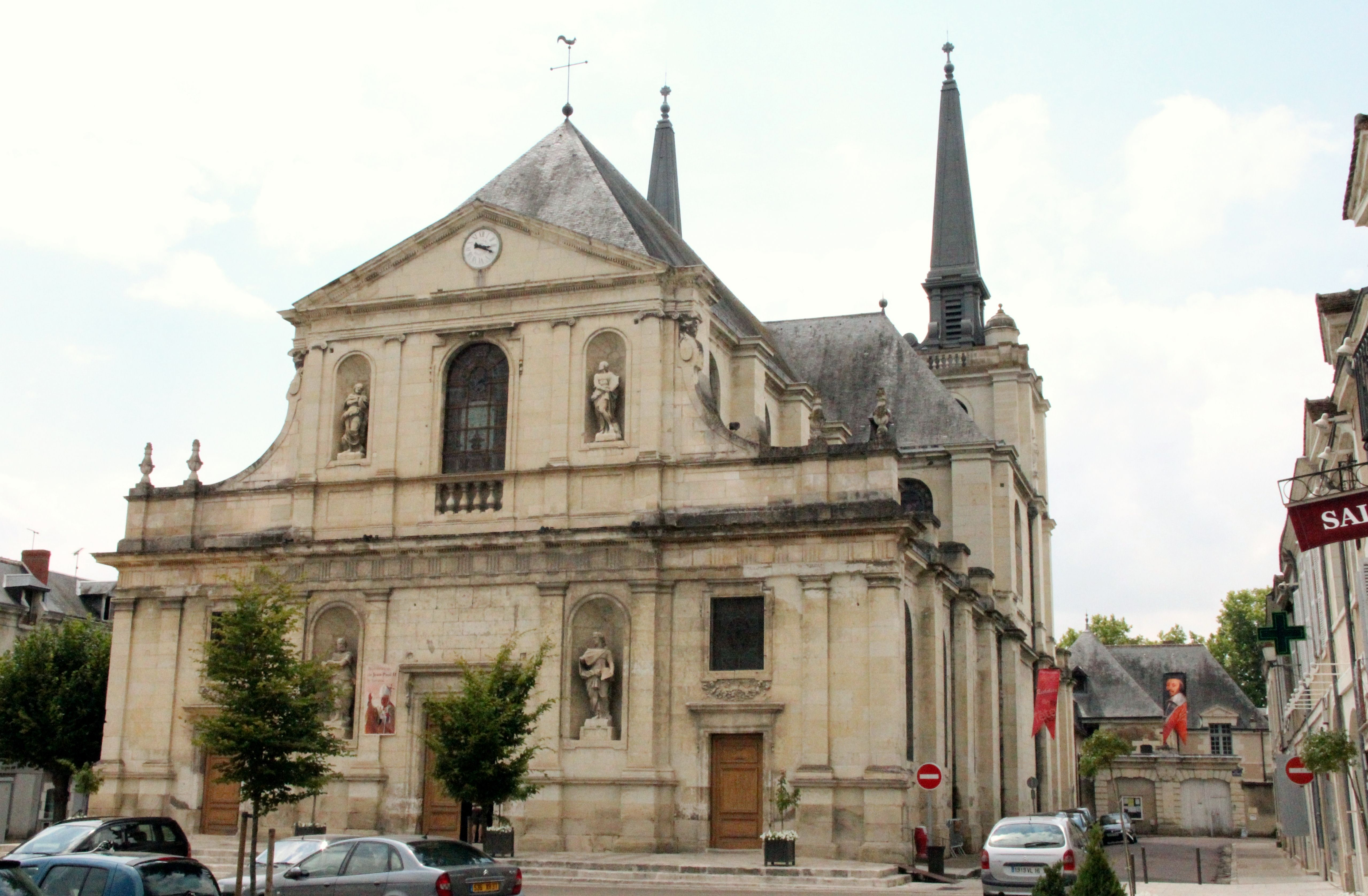
黎塞留圣母堂
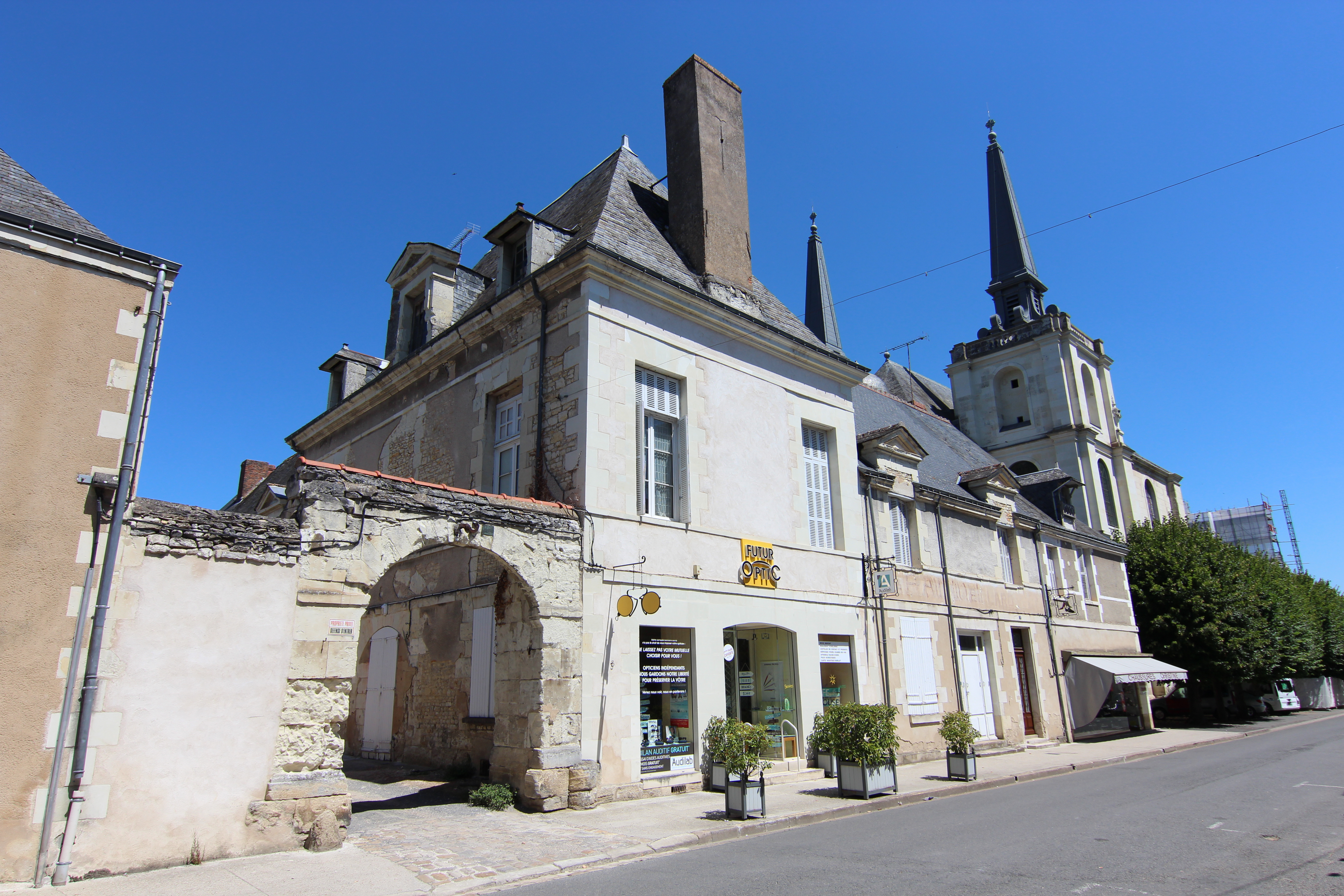
神父楼
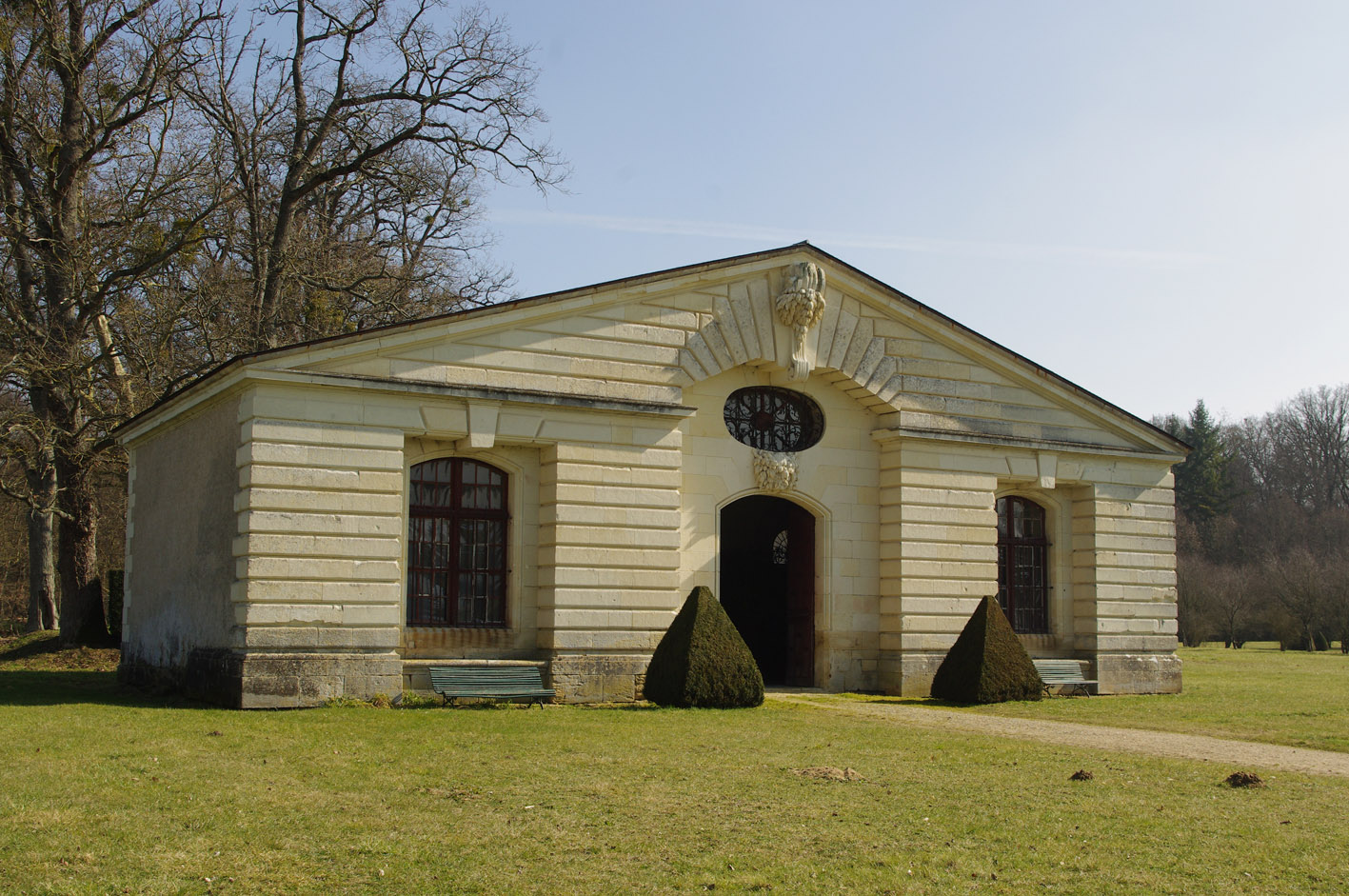
橘子仓库
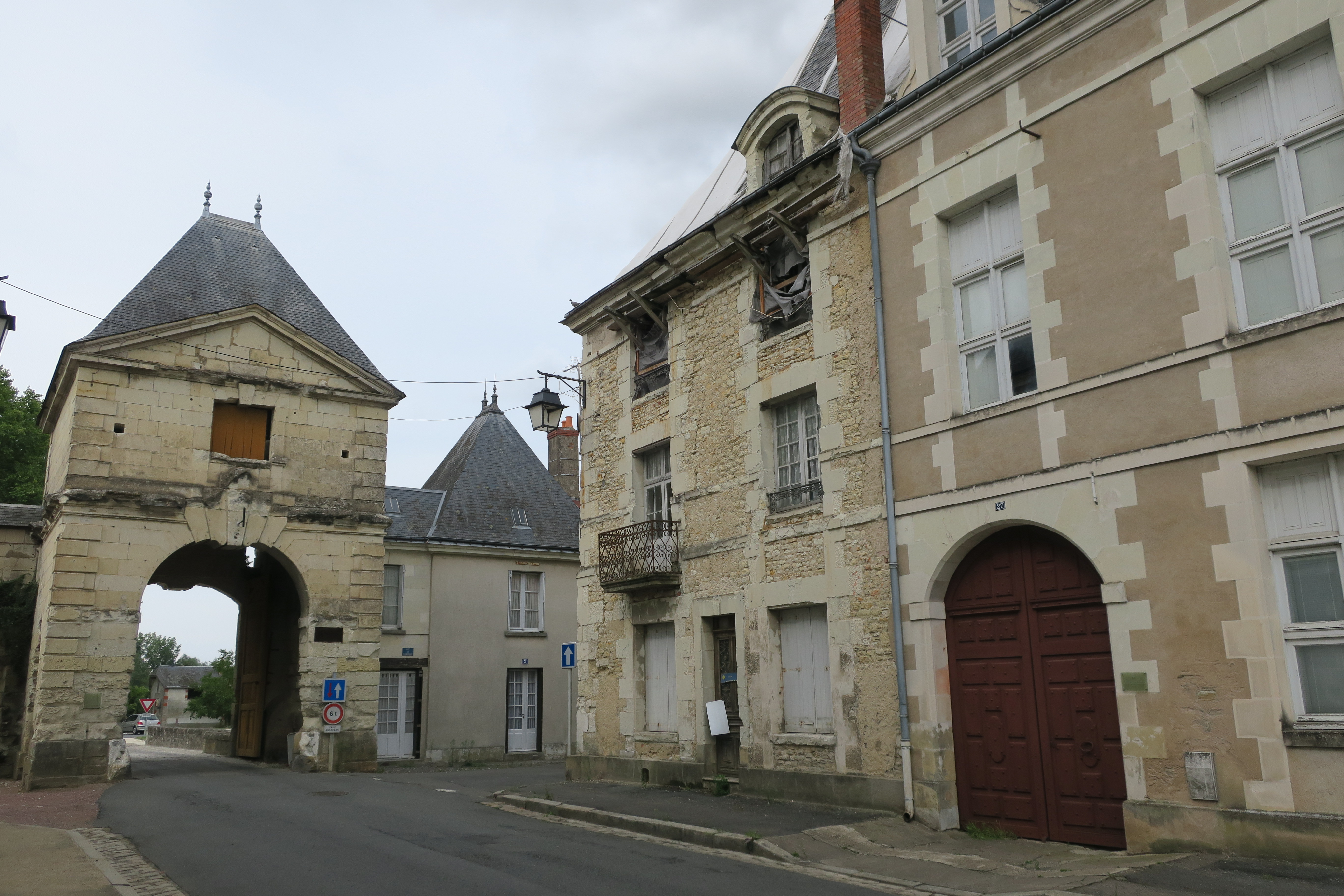
学府街及城门
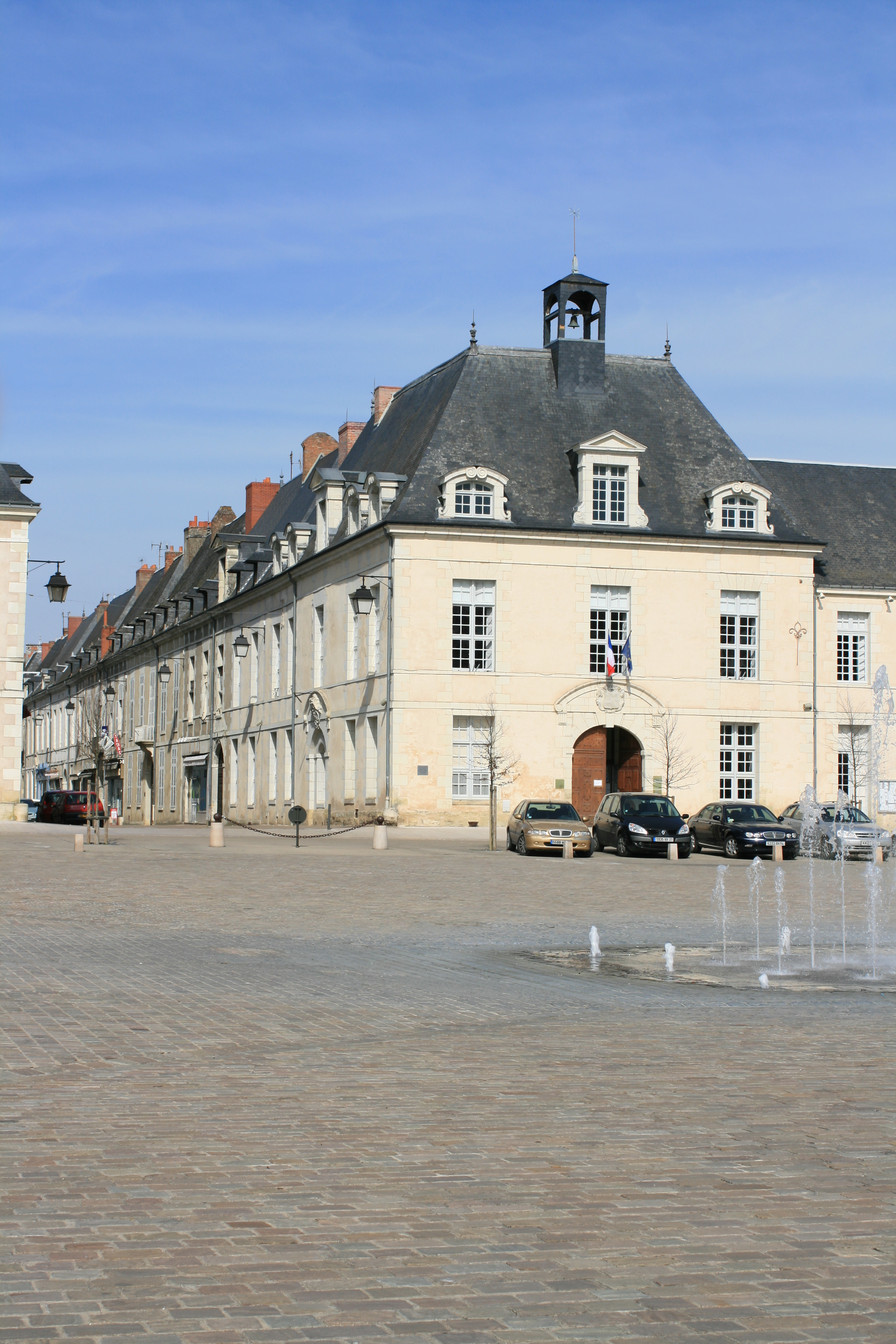
集市广场
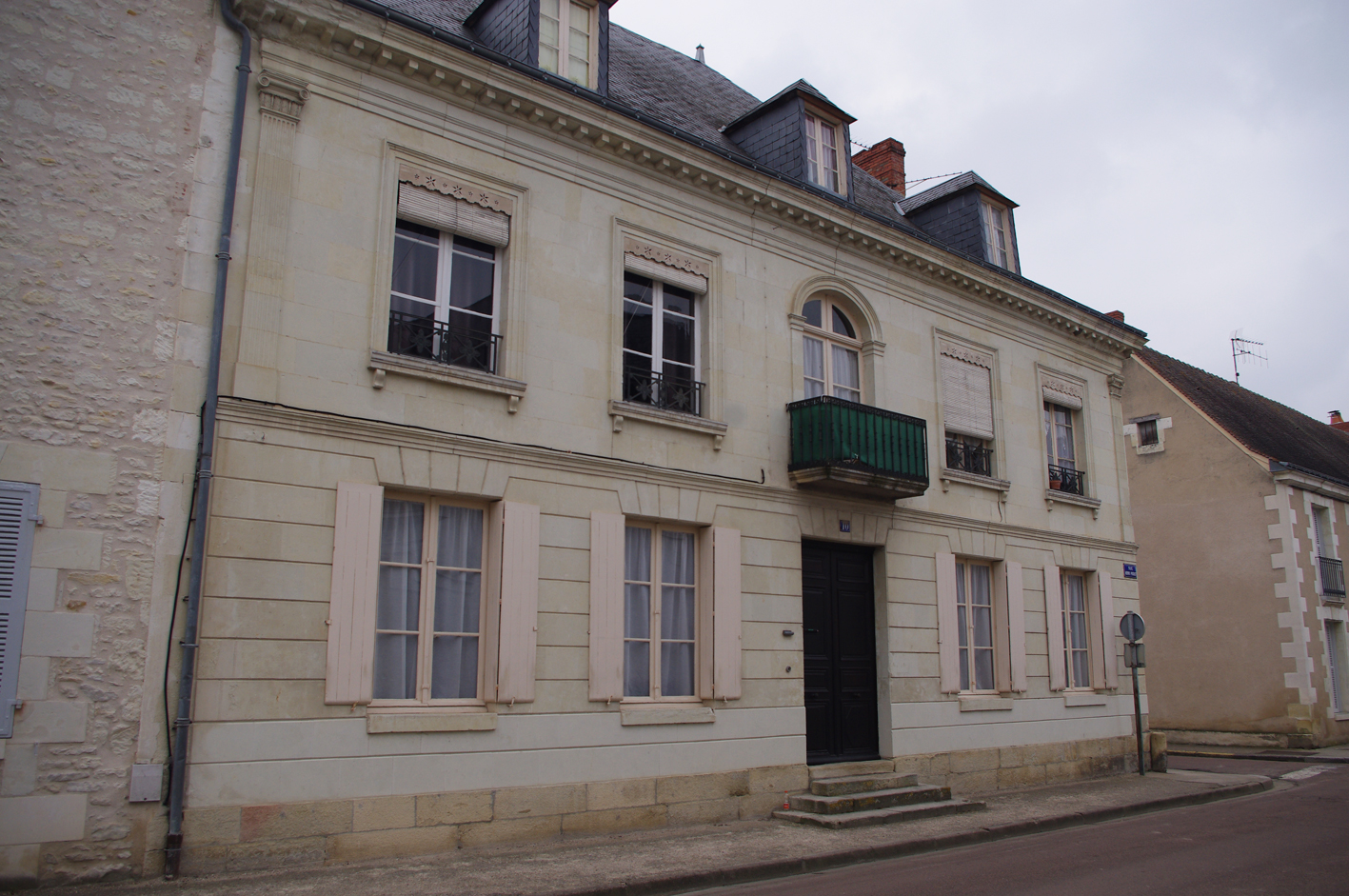
民居

### 旅游
黎塞留的旅游事务由其所属的图赖讷维埃纳河谷市镇公共社区负责。2021年，黎塞留境内共有1家酒店共计25间房间；另有1个露营地，可容纳共38辆露营车。

### 媒体
法国主要的媒体均可在黎塞留接收，法国电视三台下属的中央-卢瓦尔河谷大区频道在部分时段播出黎塞留所属区域的地方新闻。图尔卢瓦尔河谷电视台、《中西部新共和国报》、蓝色法兰西图赖讷广播等是当地的主要地方性媒体。

## 相关人物
法兰西王国枢密院大臣黎塞留为黎塞留城市的创建者。
法国天主教传教士朱尔·舍瓦利埃出生于黎塞留。

## 友好城市
截至2022年2月，黎塞留共与三座城市互为友好城市关系：
- 法國 吕松
- 德国 沙夫海姆
- 中国 乌镇镇